# Plinthograptis clostos
Plinthograptis clostos är en fjärilsart som beskrevs av Józef Razowski 1990. Plinthograptis clostos ingår i släktet Plinthograptis och familjen vecklare. Inga underarter finns listade i Catalogue of Life.